# Jelena Szałygina
Jelena Szałygina, kaz. Елена Шалыгина  (ur. 15 grudnia 1988 w Szymkencie) – kazachska zapaśniczka w stylu wolnym, brązowa medalistka olimpijska, dwukrotna wicemistrzyni świata, mistrzyni Azji.
Brązowa medalistka igrzysk olimpijskich w Pekinie w 2008, piętnasta w Londynie w 2012 (kategoria 63 kg).
Dwukrotna srebrna medalistka mistrzostw świata (2007, 2010) i brązowa medalistka mistrzostw w 2009 roku. Mistrzyni Azji 2009 i 2012, wicemistrzyni w 2006 i 2007 roku oraz brązowa medalistka kontynentalnych mistrzostw w 2008 i 2023 roku. Złota medalistka igrzysk azjatyckich w 2010, piąta w 2022, ósma w 2006. Triumfatorka igrzysk solidarności islamskiej w 2021. Piąta w Pucharze Świata w 2011 roku.